# Theodor Brand (Bürgermeister)
Theodor Brand (* 1488 in Basel; † 10. November 1558 ebenda) war ein Schweizer Politiker und Bürgermeister von Basel.
Theodor Brand der Ältere (* 1488; † 1558) stammte aus einem angesehenen Bürgergeschlecht der Stadt Basel ab. Er war zunächst Wundarzt und nahm an den Schlachten von  Novara (1513),  Marignano (1515) und  Bicocca (1522) teil. Brand war Mitglied der  Zunft zum Goldenen Stern, ab 1520 war er 12 Jahre lang Basler Ratsherr, 1533–1544 Oberstzunftmeister und 1544–1558 Bürgermeister der Stadt Basel. Bei Reformationsstreitigkeiten betätigte er sich vielfach als Vermittler.
Brand war mit Chrischona Koesy (1502–1547), einer Tochter von Gertrud von Rinach (14xx–1518), verheiratet. Das Paar hatte u. a. folgende Kinder:
- Gertrud Brand (1516–1600) war mit Christoph Burckhardt (1490–1578), auch genannt Stoffel Burckhardt, verheiratet, diese beiden sind als Stammeltern der Familie Burckhardt in Basel bekannt geworden.
- Margarethe Brand (1521–1589) war mit Hans Jakob  Russinger (1520–1557) verheiratet, die Russinger (von Russikon) waren in früheren Zeiten Ministerialen der Grafen von Rapperswil. Hans Jakob Russinger übernahm 1530 das Schloss Wildenstein.
- Bernhard Brand (1525–1594) wurde 1563 von Kaiser Ferdinand I. geadelt, er kaufte 1572 das Schloss Wildenstein von seiner Schwester Margarethe. Von 1570 bis 1577 war er Oberstzunftmeister, ab 1577 war er Landvogt auf Farnsburg.

## Beziehungen zur Familie von Offenburg
Hans Philipp von Offenburg (1499–1582) amtierte 1555–1577 als Landvogt auf Farnsburg. Während seiner Regentschaft auf Farnsburg heiratete er seine zweite Frau Margarete Wagner von Mülhausen, geb. von Rappenberger († 1570), die Witwe des Werner Wagner von Mülhausen. Margarethe brachte in die Ehe ihre damals noch nicht volljährige Tochter Margaretha Wagner von Mülhausen (1549–1610) mit, die dann auf Farnsburg ihre restliche Jugendzeit verbrachte. Bernhard Brand heiratete Margaretha Wagner von Mülhausen im Jahr 1568 und wurde im Jahr 1577 Landvogt auf Farnsburg als Nachfolger von Hans Philipp von Offenburg.
Ein Enkel von Theodor Brand dem Älteren (1488–1558) war Theodor Brand der Jüngere (1559–1635): Er heiratete Barbara von Offenburg (1550–1631) und wurde 1610 Landvogt auf Farnsburg.

## Anekdote aus seiner Zeit als Bürgermeister der Stadt Basel
Als der Herzog Christoph von Württemberg im Jahr 1547 über viele Monate hinweg in Basel wohnte, gebar ihm seine Gemahlin Anna von Brandenburg das Töchterlein Hedwig. Theodor Brand durfte das Kind aus der Taufe heben und wurde damit der Patenonkel von Hedwig. Im Jahr 1563 wurde Hedwig von Württemberg die Gemahlin des Landgrafen Ludwig von Hessen.